# Sindaci di Roccagloriosa
Cronotassi dei sindaci di Roccagloriosa, dal 1809 ad oggi.

## Regno di Napoli (periodo napoleonico 1806-1815)
| Periodo | Periodo | Primo cittadino           | Partito | Carica  | Note |
| ------- | ------- | ------------------------- | ------- | ------- | ---- |
| 1809    |         | Salvatore Pizzo           |         | Sindaco |      |
| 1810    |         | Giovanni Lonardo Lombardi |         | Sindaco |      |
| 1811    |         | Giuseppe Cavaliere        |         | Sindaco |      |
| 1813    |         | Domenico Mangia           |         | Sindaco |      |
| 1815    |         | Francesco Maria Lombardi  |         | Sindaco |      |

## Regno delle Due Sicilie (1816-1860)
| Periodo | Periodo | Primo cittadino           | Partito | Carica  | Note   |
| ------- | ------- | ------------------------- | ------- | ------- | ------ |
| 1817    |         | Giovanni Lonardo Lombardi |         | Sindaco |        |
| 1818    |         | Matteo Balbi              |         | Sindaco |        |
| 1820    |         | Elia Balbi                |         | Sindaco |        |
| 1823    |         | Vincenzo Bortone          |         | Sindaco |        |
| 1827    |         | Francescantonio Balbi     |         | Sindaco |        |
| 1830    |         | Leopoldo Finamore         |         | Sindaco |        |
| 1832    |         | Clemente Cavaliere        |         | Sindaco |        |
| 1835    |         | Giovanni Bortone          |         | Sindaco |        |
| 1841    |         | Giuseppe Nicola Lombardi  |         | Sindaco |        |
| 1847    |         | Ferdinando De Caro        |         | Sindaco | Barone |
| 1849    |         | Leopoldo Finamore         |         | Sindaco |        |
| 1854    |         | Lorenzo Balbi             |         | Sindaco |        |
| 1857    |         | Luigi Carelli             |         | Sindaco |        |
| 1860    |         | Francesco Finamore        |         | Sindaco |        |

## Regno d'Italia (1861-1946)
| Periodo | Periodo | Primo cittadino      | Partito | Carica      | Note   |
| ------- | ------- | -------------------- | ------- | ----------- | ------ |
| 1861    |         | Ferdinando De Curtis |         | Sindaco     |        |
| 1864    |         | Gennaro Bertone      |         | Sindaco     |        |
| 1868    |         | Giustino De Caro     |         | Sindaco     | Barone |
| 1870    |         | Ferdinando De Caro   |         | Sindaco     |        |
| 1874    |         | Giuseppe De Caro     |         | Sindaco     |        |
| 1880    |         | Francesco Finamore   |         | Sindaco     |        |
| 1882    |         | Ernesto Lombardi     |         | Sindaco     |        |
| 1885    |         | Gennaro Bertone      |         | Sindaco     |        |
| 1889    |         | Silvestro Prota      |         | Sindaco     |        |
| 1894    |         | Luigi Balbi          |         | Sindaco     |        |
| 1897    |         | Giovanni Lombardi    |         | Sindaco     |        |
| 1906    |         | Luigi Balbi          |         | Sindaco     |        |
| 1913    |         | Nicola Scapatizzi    |         | Comm. pref. |        |
| 1914    |         | Giuseppe Balbi       |         | Sindaco     |        |
| 1920    |         | Gennaro Marotta      |         | Sindaco     |        |
| 1922    |         | Giovanni Orlando     |         | Sindaco     |        |
| 1923    |         | Alessandro Scarpelli |         | Comm. pref. |        |
| 1924    |         | Andrea Spagnuolo     |         | Comm. pref. |        |
| 1925    |         | Vincenzo Bertone     |         | Sindaco     |        |

### Istituzione dell'ordinamento podestarile (1926)
| Periodo | Periodo | Primo cittadino | Partito | Carica      | Note |
| ------- | ------- | --------------- | ------- | ----------- | ---- |
| 1927    |         | Giuseppe Balbi  |         | Podestà     |      |
| 1932    |         | Luigi Filizzola |         | Podestà     |      |
| 1938    |         | Giuseppe Balbi  |         | Podestà     |      |
| 1944    |         | Nicola Lombardi |         | Comm. pref. |      |

## Repubblica Italiana (1946-oggi)
| Periodo | Periodo | Primo cittadino      | Partito | Carica      | Note |
| ------- | ------- | -------------------- | ------- | ----------- | ---- |
| 1946    |         | Raffaele Marotta     |         | Sindaco     |      |
| 1952    |         | Domenico Finamore    |         | Sindaco     |      |
| 1958    |         | Giovanni Tambasco    |         | Sindaco     |      |
| 1969    |         | Silvestro Prota      |         | Sindaco     |      |
| 1971    |         | Francesco Alfinito   |         | Comm. pref. |      |
| 1972    |         | Silvestro Prota      |         | Sindaco     |      |
| 1987    |         | Carmine Balbi        |         | Sindaco     |      |
| 1990    |         | Giovanni Scavariello |         | Sindaco     |      |
| 1992    |         | Francesco Salurso    |         | Comm. pref. |      |
| 1993    |         | Maria Balbi          |         | Sindaco     |      |
| 2002    |         | Gerardino Cavaliere  |         | Sindaco     |      |
| 2007    |         | Giuseppe Balbi       |         | Sindaco     |      |
| 2012    |         | Giuseppina Supino    |         | Comm. pref. |      |
| 2013    |         | Nicola Marotta       |         | Sindaco     |      |
| 2018    |         | Giuseppe Balbi       |         | Sindaco     |      |